# El crimen del padre Amaro (película)
El crimen del padre Amaro es una película mexicana del año 2002 basada en la novela homónima del escritor portugués Eça de Queirós, escrita en 1875. Antes de su exhibición pública en México se desató una controversia debido a que algunos grupos católicos intentaron prohibir la película.
El gobierno del presidente Vicente Fox, a cargo de su entonces Secretario de Gobernación, Santiago Creel, exhibió privadamente la película ante personalidades religiosas, ya que el Instituto Mexicano del Cine (Imcine) produjo en parte la película. Aunque un grupo de derecha política intentó demandar al gobierno para prohibir su exhibición, esta película se convirtió en la más taquillera del cine de México, sobrepasando a Sexo, pudor y lágrimas (1999). La cinta, producida por menos de dos millones de dólares, recaudó más de cinco millones solamente en Estados Unidos, y más de 22 millones en todo el mundo. El crimen del padre Amaro rompió la marca de películas mexicanas en las taquillas de Estados Unidos, anteriormente en poder de Y tu mamá también (2001), también protagonizada por Gael García Bernal.

## Argumento
El recién ordenado padre Amaro (Gael García Bernal), un joven de solo 24 años, es enviado por el obispo, con la intención de foguearlo para luego llevarlo a estudiar a Roma, a una pequeña parroquia en el pueblo de Los Reyes, como auxiliar del padre Benito (Sancho Gracia) en sus menesteres diarios. La corrupción de los gobernantes locales y del padre Benito, además del atractivo de la joven Amelia (Ana Claudia Talancón) crean una situación difícil para el joven religioso. Por otro lado, este mantiene una fluida comunicación con el obispo, que lo usa para imponer sus designios.
En efecto, el padre Amaro es destinado a la parroquia de Aldama, México. Al llegar es recibido por el padre Benito, quien mantiene una relación de larga data con la Sanjuanera (Angélica Aragón), que es la encargada de la fonda cercana a la iglesia, así como de las tareas domésticas de la casa parroquial. El padre Amaro poco a poco descubre los secretos del lugar, así como el lavado de dinero por parte de un líder narco, que es usado por la Iglesia para construir un hospital, la persecución a un cura tercermundista que convive con los campesinos, el padre Natalio (Damián Alcázar), entre otras cosas, además del romance del padre Benito.
La joven Amelia, hija de la Sanjuanera, mantiene una relación amorosa con Rubén (Andrés Montiel), a su vez hijo de don Paco, quien tiene ideas progresistas y anticlericales. Rubén, que es periodista, escribe para un diario regional, en el que escribe una nota donde revela la relación entre el padre Benito y El Chato, el jefe narco. Con esto se ve obligado, ante la presión de la Iglesia y de la propia gente, que llega a agredir a su padre, a dejar el lugar y trasladarse a la Ciudad de México.
Amelia se enamora del padre Amaro e intenta estar con él, y este termina cediendo a sus requerimientos. Es así que, con el tiempo, a través de un ardid del cura, comienzan una relación en secreto en un pequeño cuarto en la casa del sacristán, quien tiene una hija con trastornos motrices severos, a la que Amelia imparte clases de catecismo, mientras hacen creer que tomará los hábitos, siendo preparada por el joven sacerdote; esto en secreto con el sacristán. Amelia queda embarazada poco después y recibe como respuesta la inquietud de Amaro, que de ninguna manera acepta hacerse cargo de la situación.
Después de una celebración,  el Sacristán le comenta al Padre Benito sobre la supuesta preparación de Amelia para ser religiosa y este se da cuenta al instante de la situación luego de lo cual, de inmediato confronta a Amaro y este, a su vez, intenta chantajear al Padre Benito con revelar al obispo su relación con la Sanjuanera si este hace lo mismo con él. En una tensa discusión con Amaro, el Padre Benito sufre un infarto y es trasladado a la Capital para ser intervenido quirúrgicamente quedándose Amaro a cargo de la parroquia (después de lo cual expulsa al Sacristán en represalia).
Tras un intento fallido de regresar con su anterior novio para casarse con él y esconder la realidad, Amelia se deja convencer por Amaro de practicarse un aborto, dado que él prioriza en todo momento su incipiente carrera en la Iglesia por sobre toda otra cosa. 
Con la ayuda de Dionisia (Luisa Huertas), una feligrés que comete actos de profanación y practica un retorcido culto personal, el Padre Amaro lleva a Amelia a una clínica clandestina. En medio de la práctica, la joven sufre una hemorragia imposible de detener; esto lleva al padre a trasladarla al hospital más cercano, poniendo en riesgo el secreto. Sin embargo, en el camino ella muere desangrada.
Después de esto, la esposa del presidente municipal, que ha estado al tanto de la situación, conversa con este, contándole todo lo ocurrido, pero aseverando que el padre del niño que llevaba Amelia era Rubén, quien supuestamente había sido el que la llevó a abortar, y Amaro fue a rescatarla cuando las cosas se complicaron. Finalmente, el padre Amaro oficia una misa de cuerpo presente por la difunta, con la presencia de toda la feligresía y de un indignado Padre Benito con lágrimas entre los ojos, quien fulmina con la mirada a Amaro y abandona el templo.
La película se centra en contar el declive moral de Amaro, a la vez que muestra su permanente contradicción, además de las de otros de los personajes con creencias religiosas, encabezados por el padre Benito, que se debaten permanentemente en una doble moral.

## Premios

### Premio Oscar
- Candidata al Oscar de la Academia de Estados Unidos en la categoría Mejor película en lengua no inglesa en el año 2002.

### Premio Ariel
Esta película recibió los siguientes premios Ariel de la Academia de México en la cuadragésima quinta entrega (2003):
- Mejor película.
- Dirección: Carlos Carrera.
- Coactuación femenina: Angélica Aragón.
- Coactuación masculina: Damián Alcázar.
- Actor de cuadro: Ernesto Gómez Cruz.
- Guion adaptado: Vicente Leñero.
- Edición: Óscar Figueroa.
- Sonido: Santiago Núñez, Mario Martínez, Ernesto Gaytán y Nerio Barberis.
- Vestuario: Mariestela Fernández.

Además, la película fue candidata a los siguientes premios:
- Actriz: Ana Claudia Talancón.
- Actor de cuadro: Gastón Melo.
- Diseño de arte: Ivonne Fuentes y Carmen Giménez Cacho.
- Maquillaje: Aurora Chavira.

## Elenco
- Gael García Bernal es el padre Amaro
- Ana Claudia Talancón es Amelia Sanjuanera
- Sancho Gracia es el padre Benito Díaz
- Angélica Aragón es Agustina Sanjuanera
- Luisa Huertas es Dionisia
- Ernesto Gómez Cruz es el obispo
- Gastón Melo es Martín
- Damián Alcázar es el padre Natalio Pérez
- Pedro Armendáriz Jr. es el presidente municipal
- Verónica Langer es Amparito
- Lorenzo de Rodas es don Paco de la Rosa
- Andrés Montiel es Rubén de la Rosa
- Roger Nevares es el padre Galván
- Alfredo Gonzáles es el Viejo
- Gerardo Moscoso es el médico
- Jorge Castillo es don Matías
- Juan Ignacio Aranda es Chato Aguilar
- Jorge Zárate es Padre Mauro

## Diferencias con la novela
- La película está basada en la novela del escritor Eça de Queirós, en donde los lugares y el tiempo son totalmente diferentes, así como los sucesos que se dan en la película, como el lavado de dinero y los nexos del narcotráfico y la Iglesia.
- En la película, cuando se descubre que el personaje de Amelia queda embarazada, el padre Amaro la convence de practicarse el aborto en un hospital clandestino. En la novela, Amelia da a luz en una aldea próxima y el niño es entregado por el padre Amaro a una "tejedora de ángeles", quien posteriormente se deshace de él.